# Východočeský krajský přebor 1971/1972
V soubojích Východočeského krajského přeboru 1971/72 se utkalo 14 týmů dvoukolovým systémem podzim - jaro. Tento ročník skončil v červnu 1972.

## Výsledná tabulka
Zdroj: 
| Poř. | Tým                              | Z  | V  | R | P  | VG | OG | B  |
| ---- | -------------------------------- | -- | -- | - | -- | -- | -- | -- |
| 1.   | TJ Osinek Kostelec nad Orlicí    | 26 | 16 | 3 | 7  | 45 | 31 | 35 |
| 2.   | TJ Třebechovice pod Orebem       | 26 | 13 | 5 | 8  | 39 | 24 | 31 |
| 3.   | VTJ Dukla Žamberk                | 26 | 13 | 5 | 8  | 45 | 34 | 31 |
| 4.   | TJ ZAZ Jaroměř                   | 26 | 12 | 6 | 8  | 45 | 32 | 30 |
| 5.   | TJ Spartak Hlinsko               | 26 | 11 | 8 | 7  | 47 | 33 | 30 |
| 6.   | TJ Karosa Vysoké Mýto            | 26 | 12 | 3 | 11 | 44 | 37 | 27 |
| 7.   | TJ Spartak Nové Město nad Metují | 26 | 9  | 9 | 8  | 33 | 29 | 27 |
| 8.   | TJ Sparta Úpice                  | 26 | 10 | 6 | 10 | 42 | 39 | 28 |
| 9.   | TJ Slovan Průmstav Pardubice     | 26 | 10 | 5 | 11 | 29 | 32 | 25 |
| 10.  | TJ Lokomotiva Trutnov            | 26 | 9  | 7 | 10 | 30 | 44 | 25 |
| 11.  | TJ Lanškroun                     | 26 | 7  | 7 | 12 | 35 | 41 | 21 |
| 12.  | TJ Tesla Pardubice               | 26 | 7  | 6 | 13 | 35 | 49 | 20 |
| 13.  | TJ Slovan Havlíčkův Brod         | 26 | 7  | 5 | 14 | 27 | 49 | 19 |
| 14.  | RH Hradec Králové                | 26 | 4  | 9 | 13 | 28 | 48 | 17 |

Poznámky:
- Z = Odehrané zápasy; V = Vítězství; R = Remízy; P = Prohry; VG = Vstřelené góly; OG = Obdržené góly; B = Body

|  | Postup do Divize C 1972/73             |
|  | Sestup do příslušné I. A třídy 1972/73 |